# 滑川忠夫
滑川 忠夫（なめかわ ただお、1897年12月7日 - 1975年3月5日）は、日本の地球物理学・気象学者。京都大学理学部名誉教授。理学博士（京都帝国大学）。日本気象学会関西支部創設者・元支部長。日本農業気象学会元近畿支部長。河川水温調査会熱収支部会元会長。
微細気象学・工業気象学の第一人者の一人。
専門は、地球物理学・気象学/気候学（特に微細気象学・工業気象学）、大気科学・水理学・農業気象学。

## 略歴
1897年神戸市生まれ。第二神戸中学校を卒業後、中央気象台練習部を経て、1916年中央気象台臨時雇となり神戸測候所勤務。1924年京都帝国大学理学部地球物理学科卒業（指導教授：地球物理学のパイオニアで京都大学阿武山観測所初代所長の志田順）。同大学理学部講師・助教授を経て、1947年同学部教授・理学博士（京都帝国大学）、地球物理学第3講座(気象学講座)担当。1953年大谷東平（大阪管区気象台長）らと日本気象学会関西支部を創設。1960年京都大学理学部定年退官、京都大学名誉教授。1975年逝去。
京都帝国大学・京都大学理学部地球物理学科において30 年以上の長きに渡り、地球物理学・気象学（特に微細気象学・工業気象学）の研究育成に貢献した。
主な所属学会は、日本気象学会、日本農業気象学会、河川水温調査会など。

## 主な研究
- 微細気象学に関する研究：接地気層・局地気候
- 工業気象学に関する研究：志田式微気圧計による気圧変動の観測、台風と電力災害
- 気圧微変動に関する研究：気圧波と高層大気
- 台風の構造に関する研究：主副台風論と標準計画台風
- 大規模現象に関する研究：山岳気象・ジェット気流・温帯低気圧
- 河川水温の成立機構解明について
- 第二室戸台風の風害について - 関西電力送電課との共同研究[2]
- 昭和38年北陸豪雪の融雪出水調査
- 鳴門海峡横断送電線建設にかかわる気象調査 - 京都大学防災研究所との共同研究[3]
- 高層ビルや長大橋の建設における建造物の耐風強度設定のための可能な最大風速の設定